# Бородаенко, Евгений Николаевич
 Евгений Николаевич Бородаенко (укр. Євген Миколайович Бородаєнко; род. 21 апреля 1955, Коканд, Узбекская ССР) — советский волейболист, украинский волейбольный тренер. Нападающий. Мастер спорта СССР по волейболу.

## Биография
Карьера игрока: 1972—1977, 1978—1979 — «Автомобилист» (Днепропетровск), 1977—1978, 1979—1983 — ЧГС / «Политехник» (Одесса).
Карьера тренера: 1983—1992 — «Политехник» (Одесса), тренер дубля; 1992—1995 — «Торпедо» (Одесса), главный тренер; 1995—2000 — «Дорожник-СКА» (Одесса), тренер; 2000—2002 — «Фемида» (Одесса), главный тренер; 2002—2007 — «Азот» (Черкассы), главный тренер; 2007—2009 — «Импексагроспорт» (Черкассы), главный тренер.
Чемпион Украины (1997, 1998, 1999, 2006), серебряный призёр чемпионата Украины
(1996, 2000), бронзовый призёр чемпионата Украины (1993, 1994, 2003, 2005, 2007). Обладатель Кубка Украины (1996).
Вывел черкасский «Азот» в «Финала четырёх» Кубка топ-команд Европы 2003 (4-е место).
Возглавлял национальную сборную Украины (2006—2008), молодёжную сборную Украины (1994—1999).
В сезоне-2010/11 работал главным тренером команды высшей лиги «А» чемпионата России «Надежда» (Серпухов). Это был его первый опыт работы в женской волейбольной команде, под руководством Бородаенко «Надежда» заняла 4-е место в чемпионате.
В межсезонье 2011 года назначен главным тренером команды украинской Суперлиги «Крымсода» (Красноперекопск).